# Jonathan Williams
Jonathan Williams (26 d'octubre de 1942, el Caire, Egipte − 31 d'agost de 2014) fou un pilot de curses automobilístiques del Regne Unit que disputà una cursa de la Fórmula 1.

## Carrera automobilística
Jonathan Williams debutà a l'onzena i última cursa de la temporada 1967 de Fórmula 1 (la divuitena temporada de la història) del campionat del món de la Fórmula 1, disputant el 22 d'octubre del 1967 el GP de Mèxic al circuit de Ciutat de Mèxic (Autòdrom Hermanos Rodríguez). Va participar en una única cursa puntuable pel campionat de la F1,, aconseguint finalitzar en vuitena posició de la cursa i no assolí cap punt pel campionat del món de pilots.

### Resultats a la Fórmula 1
| Any  | Equip                      | Xassís  | Motor   | 1   | 2   | 3   | 4   | 5   | 6   | 7   | 8   | 9   | 10  | 11    | Posició | Punts |
| ---- | -------------------------- | ------- | ------- | --- | --- | --- | --- | --- | --- | --- | --- | --- | --- | ----- | ------- | ----- |
| 1967 | Scuderia Ferrari SpA SEFAC | Ferrari | Ferrari | SUD | MON | HOL | BEL | FRA | GBR | ALE | CAN | ITA | USA | MEX 8 | -       | 0     |

### Resum
| Curses: | Victòries: | Pòdiums: | Poles: | Voltes ràpides: | Punts: |
| ------- | ---------- | -------- | ------ | --------------- | ------ |
| 1       | 0          | 0        | 0      | 0               | 0      |